# Timo Väänänen
Timo Väänänen, född 1970 i S:t Michel, finländsk musiker (kantele), sångare och musiklärare vid Sibelius-akademin. Väänänen är medlem i grupperna Loituma, Matara, Á tre och Taith.

## Diskografi

### Soloskivor
- Viileri, soloskivan och multimedia på nio språk (1999)
- Matka (2001)
- Musiikkia (2005)
- Soitanda (2014)

### Skivor med grupperna
- Taith, Now and then (Taith Records, 2005)
- Puinen Sydän, Toivo Alaspää, Matti Kontio och Timo Väänänen Trio, (IMU 2006)
- Äänikuvia, Anna-Kaisa Liedes, Timo Väänänen och Abdissa Assefa, (AKCD 2005)
- Loituma (I Finland Folkmusik-institutet 1995) / Things of Beauty (NorthSide USA 1998)
- Kuutamolla (I Finland Folkmusik-institutet 1998) / In the Moonlight (NorthSide, USA1999)

## Grupperna
- Loituma
- Taith
- Toivo Alaspää Trio
- Anna-Kaisa Liedes Duo
- Timo Väänänen och Päivi Järvinen Duo
- Á tre -gruppen (Sari Kauranen och Timo Väänänen)